# Lubkowo (przystanek kolejowy)
Lubkowo – dawna stacja kolejowa nieistniejącej linii kolejowej Bytów – Miastko w Lubkowie (niem.Georgendorf), obecnie w województwie pomorskim, w Polsce.